# Paradoris
Paradoris Bergh, 1884 è un genere di molluschi nudibranchi della famiglia Discodorididae.

## Tassonomia
Il genere comprende le seguenti specie:
- Paradoris adamsae Padula & Valdés, 2012
- Paradoris annularis Ortea, Espinosa & Moro, 2017
- Paradoris araneosa Valdés, 2001
- Paradoris caerulea Camacho-García & Gosliner, 2007
- Paradoris ceneris Ortea, 1995
- Paradoris dubia (Bergh, 1904)
- Paradoris erythraeensis (Vayssière, 1912)
- Paradoris imperfecta Valdés, 2001
- Paradoris indecora (Bergh, 1881)
- Paradoris inversa Ortea, 1995
- Paradoris liturata (Bergh, 1905)
- Paradoris lopezi Hermosillo & Valdés, 2004
- Paradoris mollis Ortea, 1995
- Paradoris mulciber (Ev. Marcus, 1971)
- Paradoris tsurugensis Baba, 1986